# Stadhouderskade 84
Stadhouderskade 84 is een perceel dat gelegen is aan de Stadhouderskade, de zuidoever van de Singelgracht in Amsterdam-Zuid, De Pijp.

## Blindeninstituut
De bevolking van Amsterdam nam in de 19e eeuw fors toe. Dat leidde tot meer blinden in de stad. Het oude instituut voor blinden was gevestigd aan de Keizersgracht, maar werd te klein. In 1867 werd daarom besloten tot nieuwbouw buiten de stad. Gekozen werd voor de Stadhouderskade, die toen net buiten de stad lag. Op 3 augustus 1870 opende het instituut zijn deuren in een gebouw dat ontworpen was door Pieter Johannes Hamer. Op de voorgevel was over een breed front de tekst "Gesticht voor volwassen blinden" te lezen. Vluchtroutes waren extern aangelegd en de blinden moesten regelmatig brandoefeningen houden om aan de route te wennen. In juli 1931 moest het pand daadwerkelijk ontruimd worden, toen het nabijgelegen gebouw Stadhouderskade 81 afbrandde in een enorme vuurzee. De blinden logeerden niet alleen in het gebouw, maar werkten er ook als deel van de werkverschaffing. Niet veel later verdween het instituut naar Huizen (Noord-Holland).  
Het gebouw diende vervolgens tot opvang van schoolgaande kinderen. In 1934 werd die stichting onderdeel van Hulp voor onbehuisden (HVO), dat langzaamaan uit de binnenstad moest vertrekken. De schoolgaande, uit huis geplaatste kinderen die de stichting zelf meebracht werden hier ondergebracht. In 1947 woonden er 160 kinderen, in het gebouw dat toen de naam Prinses Marijkehuis droeg. Het zou tijdelijk zijn, maar de activiteiten werden pas in 1973 gestaakt. Daarna is het enige tijd in gebruik geweest van de Stichting Anton de Kom (genoemd naar Anton de Kom) voor voorlichting over Suriname.
Vervolgens wist niemand wat er met pand moest gebeuren en ging het uiteindelijk in 1986 tegen de vlakte.

## Nieuwbouw
In de jaren negentig van de 20e eeuw verscheen hier nieuwbouw. Er was behoefte aan kantoorruimte en architect Hans van Heeswijk zorgde voor het ontwerp. Hij liet zich daarbij inspireren door het buurpand Stadhouderskade 85. Hij hield bijvoorbeeld dezelfde belijning aan en ook de verdeling op etageniveau heeft hij overgenomen. Echter waar bij nummer 85 de vloerdelen nog buiten de gevel steken, blijven ze op nummer 84 intern. Nummer 84 heeft in tegenstelling tot nummer 85 geen balkons. Tussen de gebouwen 84 en 85 is een liftschacht neergezet voor beide gebouwen.
In 1992 was de N.V. De Indonesische Overzeese Bank (Indover) hier gevestigd, die in 2008 definitief failliet ging. In 2015 is een groot gedeelte van het kantoorgebouw in gebruik bij de buurman verderop: Heineken; andere kantoorruimte staat te huur.
Oost ·
160 ·
158 ·
157 ·
156 ·
155 ·
151-154 ·
149-150 ·
145-146 ·
142-144 ·
140-141 ·
137-139 ·
135-136 ·
130-134 ·
129 ·
128 ·
125-127 ·
123-124 ·
116-122 ·
115 ·
110-113 ·
100-101 ·
97 ·
95-96 ·
93-94 ·
92 ·
91 ·
89-90 ·
87-88 ·
86 ·
85 ·
84 ·
82-83 ·
78-79 ·
77 ·
Heineken Brouwerij ·
74 ·
72-73 ·
69-70 ·
68 ·
67 ·
65-66 ·
64 ·
62-63 ·
60-60a ·
58-59 ·
56-57 ·
Willemshuis ·
Van Nispenhuis ·
Kapel van Sint Josephs Gezellen-Vereeniging ·
54 ·
52-53 ·
47-49 ·
Carel Willinkplantsoen ·
Polderhuis ·
Ruysdaelkade 2-4 ·
Judith Leysterbrug ·
42 (Rijksmuseum) ·
40-41 ·
31-35 ·
30 ·
29 ·
Park Centraal Amsterdam ·
Stedemaagd (Vondelpark) ·
Byzantium ·
Koepelkerk ·
12 (Marriott) ·
Persilhuis ·
7 ·
5 ·
3 ·
1 ·
West